# Bore Forsbäck
Bore Rafael Eugen Forsbäck, född 2 mars 1909 i Snappertuna, död 9 oktober 1994 i Ekenäs, var en finländsk konstnär. 

## Biografi
Forsbäck studerade vid Finska Konstföreningens ritskola 1926–1927 och 1929–1932 samt 1932–1934 vid universitetets ritsal. Åren 1938–1939 genomgick han Stockholms Reklamskola.
Han debuterade som konstnär 1933 och deltog 1934–43 i Finska konstnärernas utställningar och De ungas utställningar. Han målade främst stilleben, landskap och porträtt (bl.a. av John Österholm i Riksdagshuset) samt väggmålningar i stadshuset i Hangö och Ekenäs sparbank. Han verkade 1954–1964 som lärare vid Ekenäs seminarium och 1962–1972 vid handelsläroverket i samma stad. Idag finns en fotobok med Bores konstverk från hela hans livstid, skapad av hans son Bengt Forsbäck. I Finland finns en gård vid namn Södergården, på Älgö. Därifrån fick han mycket inspiration till sina konstverk. Men inte bara från gården, utan också från öar i skärgården utanför Älgö. Till exempel finns det en tavla från Stora Björkskär. Bores släkt har kvar Södergården och stugorna där. 